# عنكبوت صياد بونتي
عنكبوت صياد بونتي (الاسم العلمي:Eusparassus pontii) هو نوع من العنكبوتيات يتبع جنس العنكبوت الصياد من فصيلة العناكب الصيادة.